# Ото IV (Бавария)
Вижте пояснителната страница за други личности с името Ото IV.
Ото IV (на немски: Otto IV; * 3 януари 1307; † 14 декември 1334, Мюнхен) от фамилията Вителсбахи, е херцог на Долна Бавария през 1310 – 1334 г. заедно с брат му Хайнрих XIV, до 1312 г. под регентството на Лудвиг Баварски.

## Биография
Ото IV е вторият син на херцог Стефан I и на Юта (Юдит) от Швайдниц († 15 септември 1320), дъщеря на херцог Болко I от Швидница (Швайдниц).
След смъртта на баща му на 10 декември 1310 г. Ото IV поема заедно с брат си Хайнрих († 1339) и от 1312 до 1333 г. с братовчед им Хайнрих XV.
Ото IV умира през 1334 г.

## Семейство
През 1324 г. Ото IV се жени за Рихарда от Юлих (* 1314; † 1360), дъщеря на Герхард V от Юлих. Баща е на:
- Албрехт (* 1332), умира преди баща си